# 费森尤斯

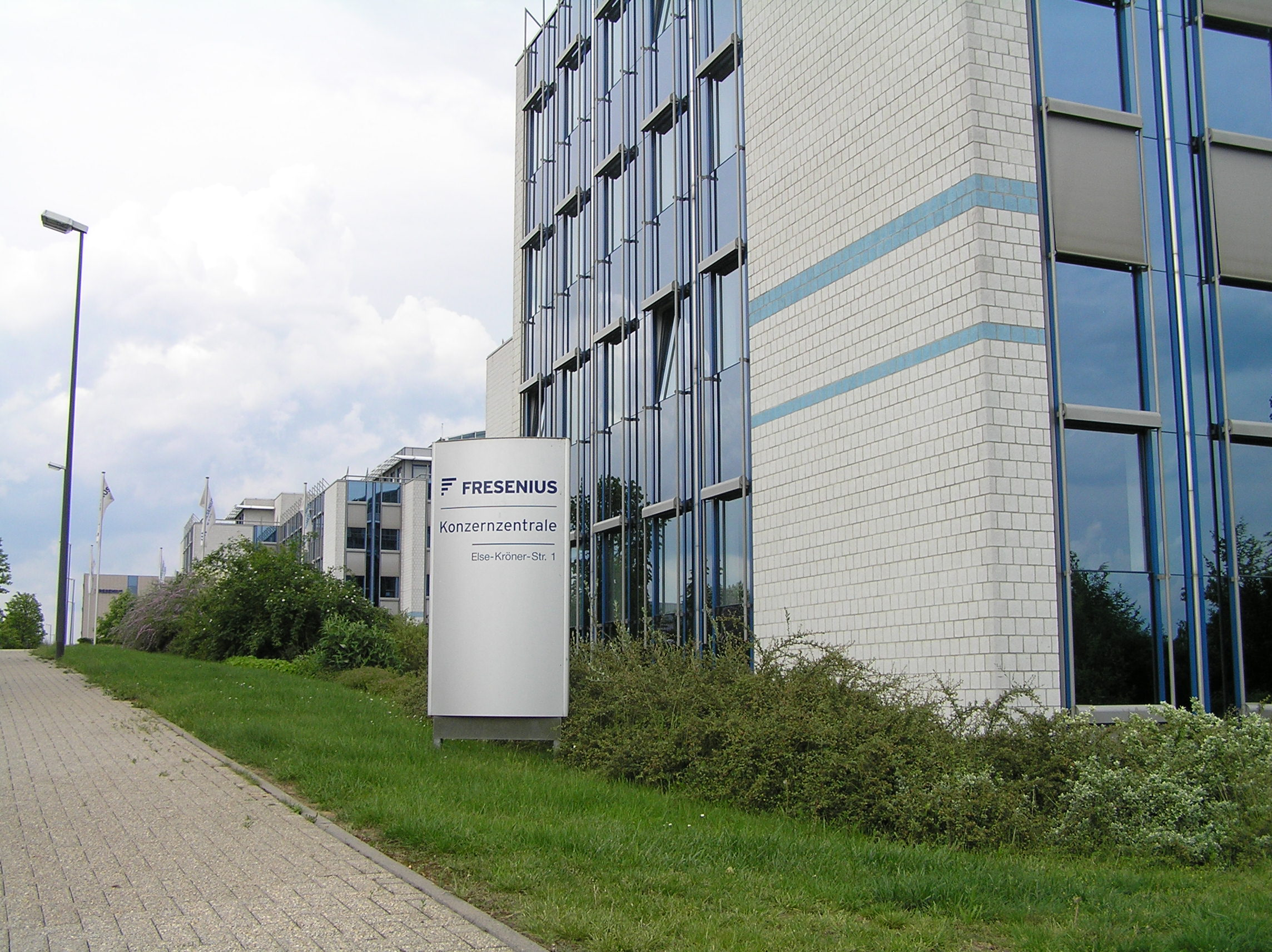
位于巴特洪堡的费森尤斯中心

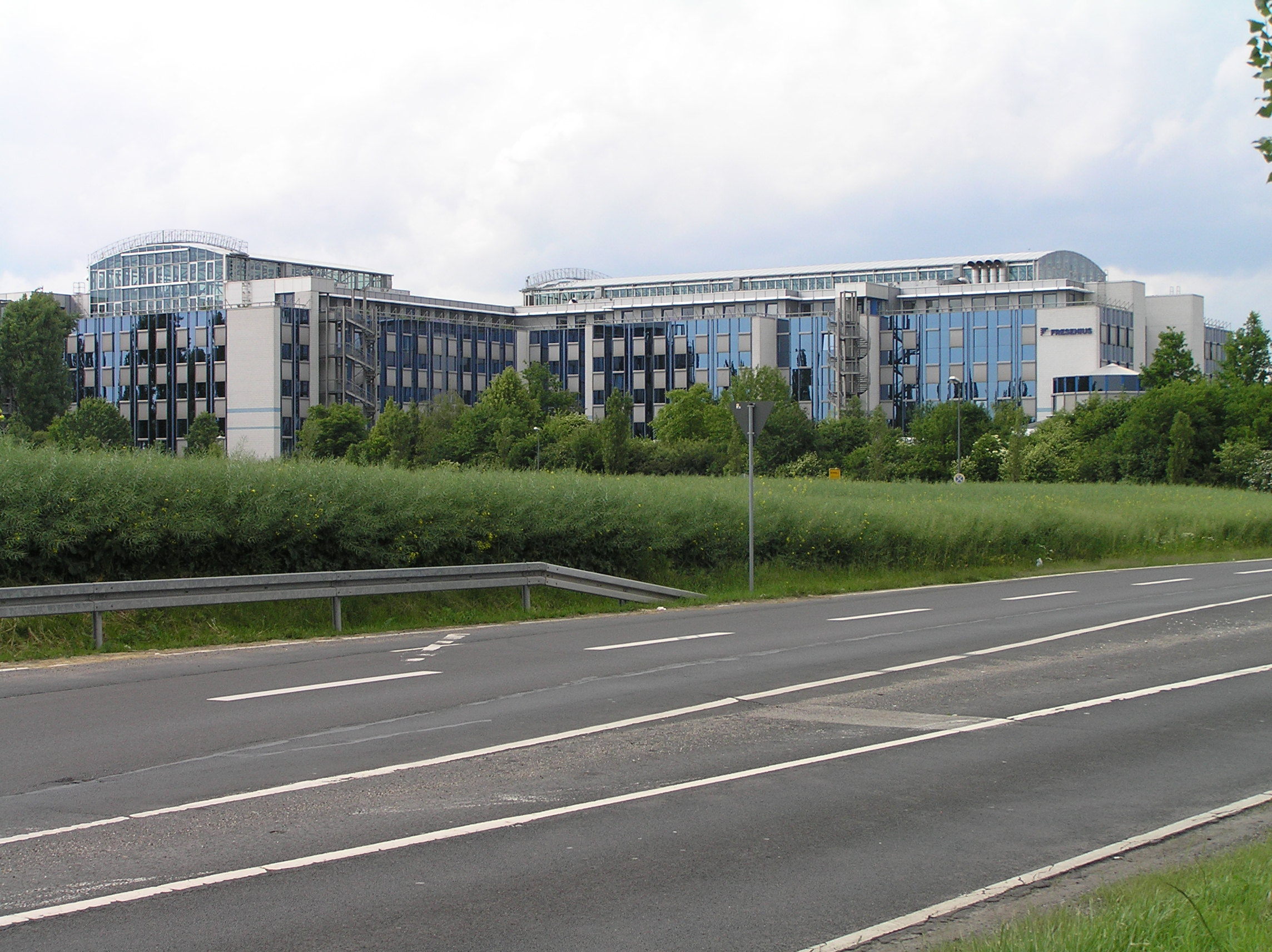
费森尤斯中心外观

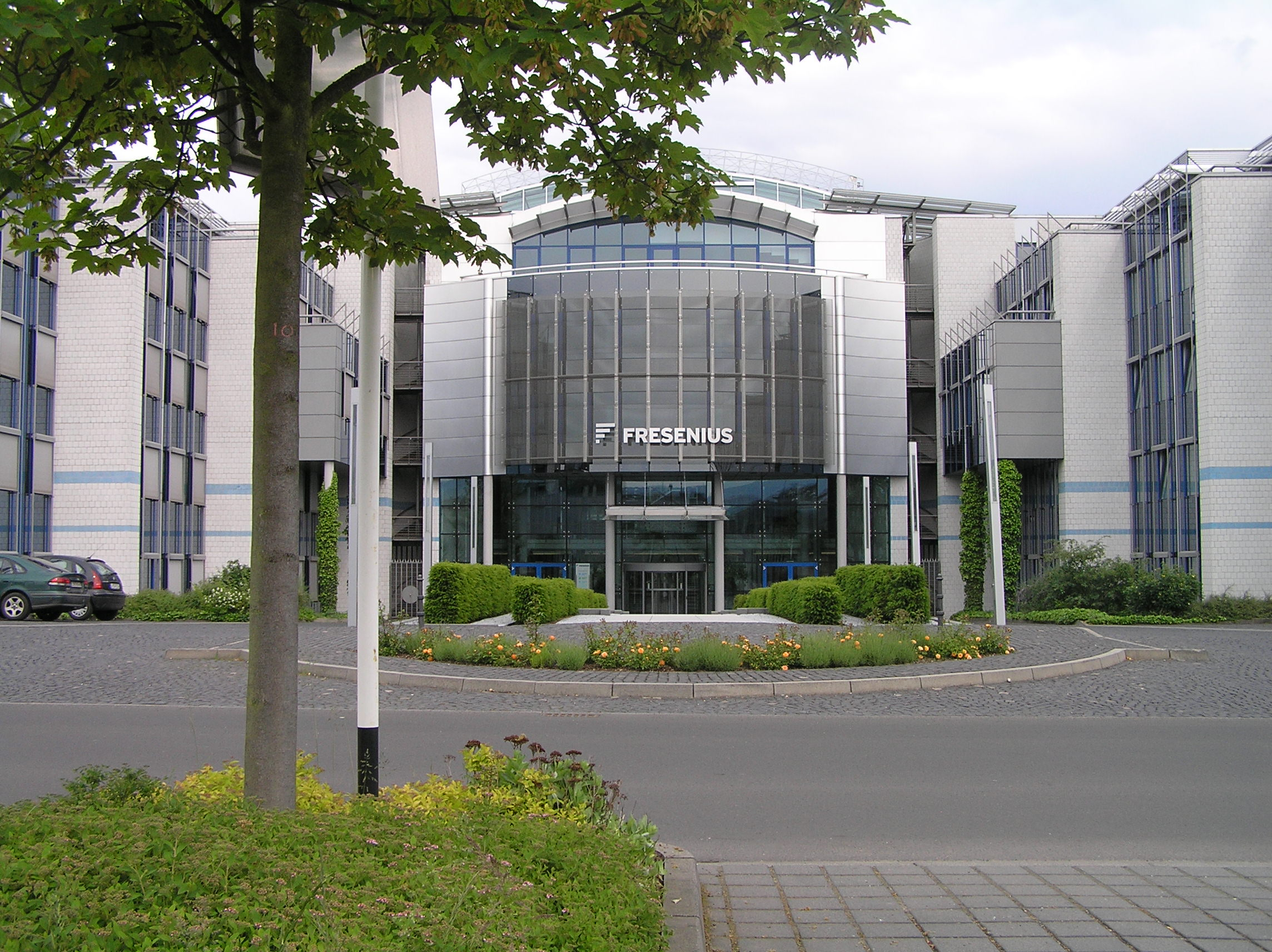
费森尤斯中心入口

费森尤斯欧洲股份两合公司（德語：Fresenius SE & Co. KGaA）是德国一家医疗技术公司，总部位于黑森州巴特洪堡。该公司是《财富》杂志评出的世界500强之一，也是德国最大的制药厂和私立医院运营商，于2007年7月13日正式建制为欧洲股份公司，并于2009年3月23日成为德国DAX指数的成分公司。此外，费森尤斯还持有透析企业费森尤斯医疗的多数股权。

## 历史
公司历史可追溯到1462年，一家名为“赫希”的药房在法兰克福开业，并到18世纪，由费森尤斯家族接管。1912年，家族后人兼药剂师，爱德华·费森尤斯，把药房改造成医药厂费森尤斯，负责生产药剂，如血清、试剂、鼻炎软膏等。1933年，厂房定于巴特洪堡。
1951年，汉斯·科罗纳（Hans Kröner）和妻子艾尔莎·科罗纳（Else Kröner）出任企业医药研究主管，并新设静脉注射用具生产线。从1966年起，公司的透析设备、透析器，开始销售至国外，并在这领域占得一定市场份额。
1971年，费森尤斯成功引入由马铃薯、鸡蛋样本提取氨基酸溶液，在肠胃营养学领域有了突破性进展。1974年，公司在萨尔州圣文德尔设厂，生产静脉注射和一次性医疗器械。从1979年起拜仁州施韦因富特厂房也投产，并在那里生产出了全球第一台容量平衡腔控制超滤的血液透析机——A2008。
1981年费森尤斯改制为股份公司，并于1986年在德国证券交易所上市。1983年公司开始将合成聚砜膜应用于透析技术，并确立了今天的质量标准。其透析部门于1996年与美国的国家医疗服务公司（National Medical Care)合并,成立费森尤斯医疗有限公司，这是目前全球领先的透析产品和服务供应商。
1997年，欧洲最具现代化的静脉注射用品工厂在黑森州的弗里德贝格投入运营。一年后，费森尤斯收购了法玛西亚普强公司（Pharmacia & Upjohn）的国际静脉注射用品业务，并通过与本公司的医药部门合并，成立了费森尤斯卡比，在欧洲的输液治疗和临床营养业务占据着主导地位。同一年，位于巴特洪堡的新总部大厦落成。
2001年，费森尤斯收购维特根斯泰纳诊所有限公司（Wittgensteiner Kliniken AG），并接管了其旗下30间急诊及专科医院和逾4600名雇员；2005年费森尤斯又以15亿欧元的价格收购了赫里奥斯医院（Helios Kliniken），业务包含24家连锁医院的约9300个床位。
2006年费森尤斯又收购了美国肾病透析服务公司雷纳医疗集团（RenalCare Group），确立了其在透析领域的市场领先地位。截至2007年9月，全球共有超过2200家提供透析服务的医院的17.2万名患者在使用费森尤斯产品。
2006年12月4日，费森尤斯股份公司在其临时股东大会上通过改制为欧洲股份公司的决议，新名称并于2007年7月13日起正式生效。2011年1月28日，费森尤斯的法律地位再次改变，公司宣布将通过与欧洲股份公司作为承担无限责任的合伙人而改为两合公司。
2016年9月6日，费森尤斯斥資57.6億歐元（64.2億美元）向私募基金CVC Capital Partners等股東手中收購西班牙醫療集團Quironsalud

## 集团结构
目前费森尤斯共持有以下子公司：
- 费森尤斯医疗服务股份两合公司：全球领先的透析设备和产品的提供商，德国DAX指数的成分公司之一。
- 费森尤斯卡比：静脉注射治疗和临床营养领域供应商，其业务领域还包括输液和输血技术及门诊医疗服务。
- 费森尤斯赫里奥斯：私立医院运营商，由维特根斯泰纳及赫里奥斯合并而成，拥有超过62家医院及1.8万张病床。
- 费森尤斯奥美德：医疗项目设计、建设与运营管理公司，由奥美德股份公司及霍斯彼塔利亚国际有限公司（hospitalia international）共同组成，服务领域涉及医疗旅游、预防、治疗、保健、康复和老年护理。
- 费森尤斯生物技术：生物制药产品的开发及销售，主要应用于基因、肿瘤、移植和再生医学领域。
- 费森尤斯网络服务：资讯科技公司，主要为集团内部及外部提供网络技术解决方案。

费森尤斯集团不含费森尤斯研究院（Institut Fresenius）及费森尤斯大学（Hochschule Fresenius）。

## 股东
| 持股比例 | 股东                        |
| -------- | --------------------------- |
| 29.09%   | 艾尔莎·科罗纳费森尤斯基金会 |
| 4.26%    | 安联股份公司                |
| 66.65%   | 公众持股量                  |

数据截止2011年2月3日 

## 在华业务
中国是费森尤斯亚太区最大的市场，其亚太区总部即设于香港。1994年4月26日，费森尤斯于与北京制药厂共同创建“北京费森尤斯医药有限公司”，是其在中国的第一家合资公司。目前，费森尤斯卡比（中国）投资有限公司负责在华业务的投资与管理。其包括全资子公司北京费森尤斯卡比医药有限公司、费森尤斯卡比（中国）投资有限公司医疗器械部、克林尼科医疗器械（南昌）有限公司，及控股51%的华瑞制药有限公司四个业务组团。 费森尤斯在北京和无锡还有两个生产基地。无锡的生产基地通过了欧盟的GMP认证，除供应中国市场外，还向欧洲国家出口产品。
在台灣，台灣費森尤斯卡比股份有限公司成立於2002年，是費森尤斯集團於1998年收購法瑪西亞普強臨床營養業務後建立的子公司。